# 1st Vermont Brigade
La 1st Vermont Brigade, ou « vieille brigade » une brigade d'infanterie de l'armée de l'Union au sein de l'armée du Potomac au cours de la guerre de Sécession. Elle subit plus de pertes que toute autre brigade dans l'histoire de l'armée des États-Unis, avec quelque 1172 tués au combat. C'est la seule brigade de l'armée du Potomac connue par le nom de son État.

## Organisation et premières batailles
La « vieille brigade » sert de 1861 à 1865 et est l'une des deux brigades du Vermont, chacune célèbre pour ses actions.

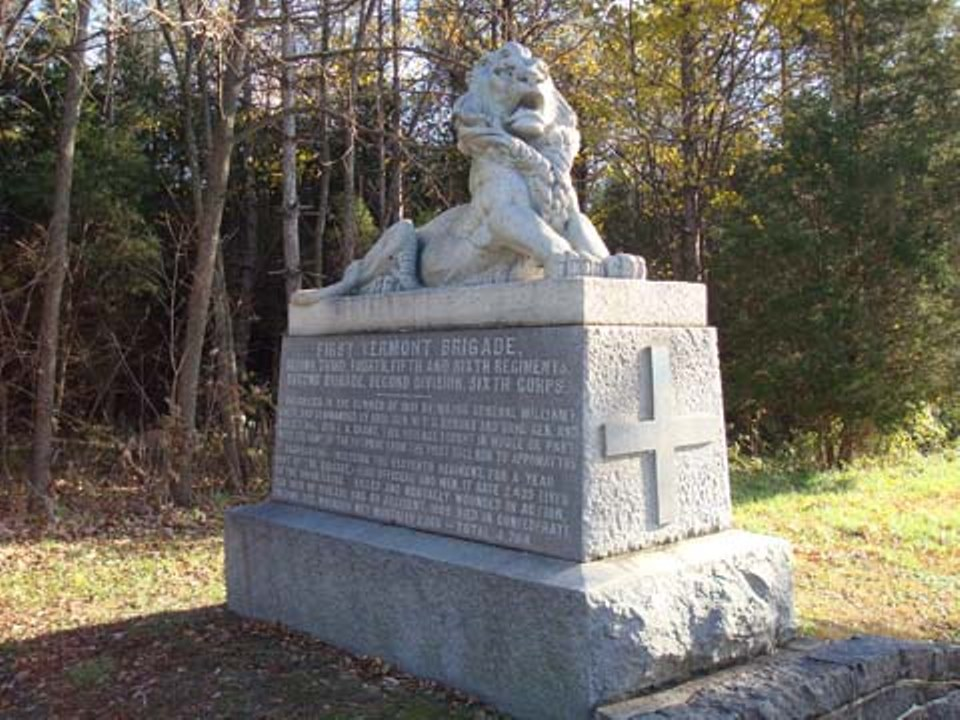
Monument de la 1st Vermont Brigade sur le champ de bataille de Gettysburg.

La 1st Vermont Brigade est organisée en octobre 1861, principalement grâce aux efforts du major général William F. « Baldy » Smith. Elle est composée des régiments des 2nd, 3rd, 4th, 5th et 6th Vermont Infantry, qui sont rassemblés individuellement pour servir entre juin et septembre, pendant un temps, elle comprend également le 26th New Jersey Infantry. Son premier commandant est le brigadier général William T. H. Brooks. En avril 1862, la brigade est incorporée dans l'armée du Potomac en tant que la deuxième brigade de la deuxième division, du VIe corps, et participe d'abord aux combats de la campagne de la Péninsule du major général George B. McClellan lors des batailles de Williamsburg et Savage's Station. Plus tard, elle est présente à Antietam et Fredericksburg. Sous le commandement du brigadier général Lewis A. Grant, les Vermonters combattent lors de la campagne aboutissant à Chancellorsville. Les Vermonters participent à la prise de Marye's Heights du VIe corps lors de la deuxième bataille de Fredericksburg , puis prennent une place prépondérante lors des combats à Salem Church. Ils sont mis en réserve au cours de la bataille de Gettysburg, tenant une position de garde de flanc derrière Big Round Top, perdant seulement un homme blessé. Après la campagne de Gettysburg, des éléments de la brigade du Vermont sont envoyés pour aider à calmer les émeutes de la conscription dans la ville de New York.

## Campagne de l'Overland
La brigade réduite reçoit des renforts en mai 1864 lorsque le 11th Vermont Infantry est affecté à l'organisation. Ce même mois, l'armée du Potomac, sous la supervision globale du lieutenant général Ulysses S. Grant, commence son offensive de printemps (la campagne de l'Overland) en direction de Richmond. La brigade du Vermont compte quelque 2 850 soldats au début de la campagne. 
Le matin du 5 mai, l'armée de l'Union attaque l'armée de Virginie du Nord du général Robert E. Lee lors de la bataille de la Wilderness. Alors que l'attaque initiale de l'Union réussit, le terrain accidenté et la résistance opiniâtre enlisent l'attaque. En milieu de journée, le corps confédéré du lieutenant général. A. P. Hill est acheminé et attaque le centre affaibli de l'Union, le long de l'Orange Plank Road. Les brigades du major général George W. Getty reçoivent l'ordre du major général Winfield S. Hancock, qui rassemble toujours la plupart de son corps, de tenir la route et de contre-attaquer. La brigade du Vermont prend le flanc sud et charge les confédérés en progression. Recevant l'ordre de retraiter, le 5th Vermont lance à la place une charge à la baïonnette, gagnant du temps pour que les troupes de l'Union et le reste de la brigade du Vermont reviennent dans leurs ouvrages. Les confédérés continuent à attaquer jusqu'à ce que la ligne de l'Union soit stabilisée. Les pertes de la brigade s'élèvent à 1 269 tués, blessés et disparus en moins de 12 heures de combat. 
Après la Wilderness, l'armée de l'Union part vers le sud à Spotsylvania Court House, où l'armée de Lee s'est retranchée. Le 11th Vermont Infantry rejoint la brigade à ce moment. Dès le début du combat, les éléments de la brigade du Vermont, défendant les barricades en avant du reste de l'armée de l'Union, reçoivent l'ordre de retraiter et clouent leurs pièces d'artillerie de campagne avant que les confédérés ne les submergent. Désobéissant aux ordres, le commandant de la brigade ordonne que les canons soient « bourrés de mitraille » et la brigade est en mesure de défendre les canons et les ouvrages avec succès jusqu'à l'arrivée des renforts pour stabiliser la position. Les Vermonters souffrent fortement au cours de l'assaut contre les défenses confédérées alors que la brigade du Vermont mène l'assaut sur le « saillant de la Mule Shoe », un réseau de tranchées au centre des lignes confédérées. 
La bataille finale de la campagne de l'Overland est la bataille de Cold Harbor. La brigade du Vermont est l'une des unités sélectionnées pour charger les ouvrages confédérés le 1er juin 1864. L'attaque de Grant échoue et il subit de lourdes pertes. En moins de 10 minutes, des centaines de soldats de la brigade du Vermont sont tués ou blessés. La brigade, en moins d'un mois de combats, est réduite de 2 850 hommes à moins de 1 200 hommes.

## Petersburg et la vallée

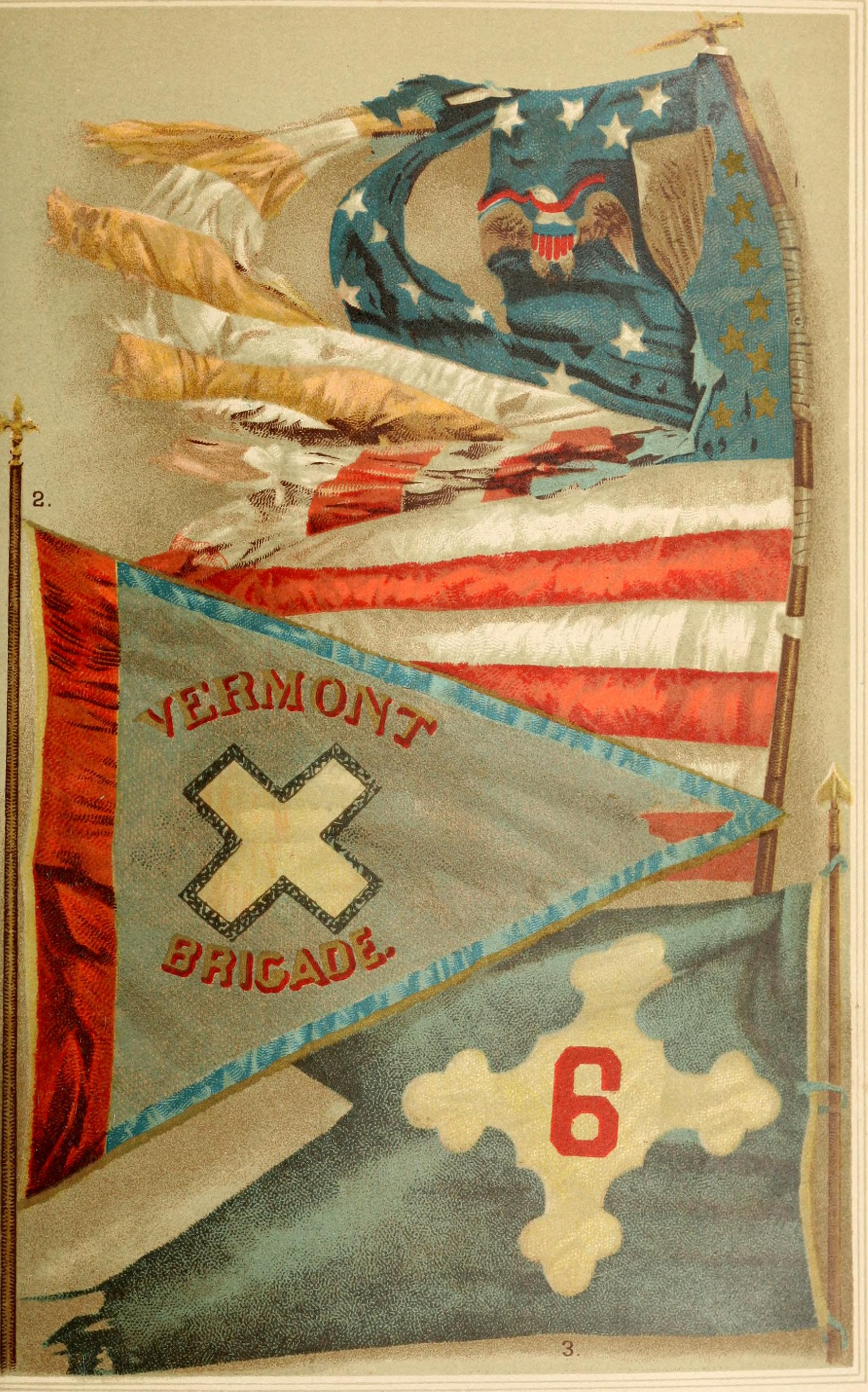

Tandis que l'armée du Potomac et l'armée de Virginie du Nord s'enterrent à Petersburg, le lieutenant général confédéré Jubal A. Early est envoyé en mission dans la vallée de la Shenandoah vers la banlieue de Washington, D.C. La brigade du Vermont combat lors de la campagne de la vallée contre Early, sous le commandement global du major général Philip Sheridan. Lors de la bataille de Cedar Creek, Early lance une attaque surprise contre l'armée de Sheridan et la première brigade du Vermont couvre la retraite temporaire de l'armée de l'Union, avant la contre-attaque de Sheridan et la victoire décisive. Lewis Grant commande la deuxième division, du VIe corps, au cours des dernières étapes de cette action, quand Getty devient commandant par intérim du corps d'armée. Le colonel George P. Foster mène la brigade tandis que L. Grant est au commandement de la division. La brigade de Foster tient le centre de la ligne de la division jusqu'à ce que l'ensemble de la formation retraite en bon ordre. Lorsque le brigadier général Daniel D. Bidwell tombe et sa brigade, sur la gauche des Vermonters, est en danger de perdre le courage, le lieutenant colonel Winsor B. French, qui prend le commandement, aurait dit à ses hommes de ne pas reculer avant les Vermonters. Six médailles d'honneur sont décernées à des Vermonters à Cedar Creek et la brigade capture trois couleurs régimentaires et une grande partie du 12th North Carolina.
De retour à Petersburg, où elle est engagée jusqu'à la fin de la guerre, la première brigade du Vermont mène l'attaque sur les ouvrages de la défense de la ville, réussit à percer les lignes confédérées le matin du 2 avril 1865. Lewis Grant est blessé lors de cette action et renonce brièvement au commandement. Six membres de la brigade reçoivent la médaille d'honneur pour bravoure lors de cette action. Après la reddition de l'armée de Lee plus tard dans le mois, la brigade participe à la parade de la victoire à Washington. Elle retourne au Vermont et les hommes sont libérés du service. Beaucoup d'anciens membres de la brigade rejoignent les organisations fraternelles des anciens combattants telles que la grande armée de la république et de l'ordre militaire de la légion loyale des États-Unis et tiennent des réunions pour raconter leur vie dans la première brigade du Vermont.